# Sviatoslav Richter
Sviatoslav Richter (rus: Святослав Рихтер)  (Jitòmir, 7 de març de 1915 (Julià) - Moscou, 1 d'agost de 1997) (Sviatoslav Teofilovich Richter) va ser un pianista soviètic. Considerat un virtuós, Richter tenia un repertori molt ampli, des de Bach i Haydn fins Debussy i Xostakóvitx. És també considerat com un dels més importants pianistes del segle XX. El seu nom en ucraïnès és Святослав Теофілович Ріхтер i en rus Святосла́в Теофи́лович Ри́хтер.
Richter tenia un esperit independent, preferia seguir els seus instints i aprendre amb altres pianistes i, per això, les seves interpretacions són úniques. No obstant això, ell podia interpretar una obra magníficament bé o, segons ell admetia, com un alumne mediocre. La seva obsessió per la qualitat i perfeccionisme el va fer un crític feroç, sobretot d'ell mateix.

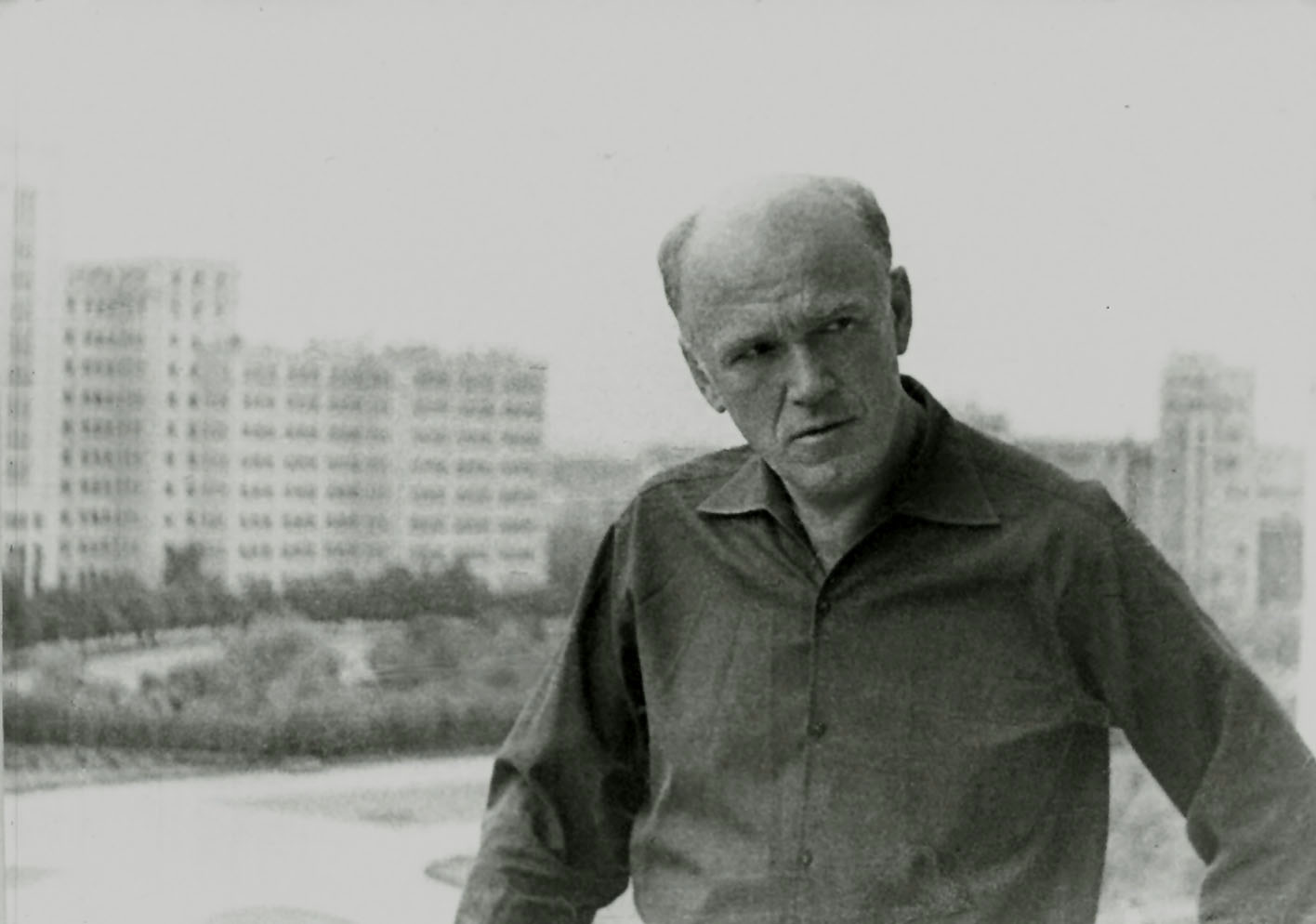
Sviatoslav Richter a Khàrkiv, 1966.

## Biografia
De petit, Richter va tenir la introducció musical donada pel seu pare, Teofil Danilovich Richter (1872–1941). Des d'un principi, Richter es mostrava autodidacta i així va anar desenvolupant la seva tècnica excepcional, tocant les músiques que més li agradava. Als vuit anys, tocava passatges d'òperes (principalment de Wagner, Txaikovski i Verdi), costum que mantindria d'adult en reunions informals amb amics. Richter va créixer a Odessa on el seu pare donava classes en el Conservatori; allà, convivia amb Emil Guílels i David Óistrakh, amb qui més tard farien concerts junts. El pare, l'agost de 1941, poc després de l'inici de l'invasió alemanya de la Unió Soviètica, va ser arrestat per l'NKVD, acusat d'espionatge a favor del govern nazi. Durant el setge d'Odessa va ser condemnat a mort i executat el 6 d'octubre, deu dies abans de la caiguda de la ciutat.
La primera presentació de Sviatoslav Richter en públic va tenir lloc el 19 de febrer de 1934, a Odessa; el repertori incloïa obres de Chopin, com la Balada núm. 4, Polonesa-fantasia, i Scherzo en Mi Major, i una selecció de nocturns, estudis, preludis, totes elles obres de gran dificultat. El recital va ser un èxit i la seva carrera com virtuós havia començat.
El 1937, Richter va partir d'Odessa cap a Moscou per estudiar amb el gran pianista i pedagog Heinrich Neuhaus; no havia fet l'examen per l'ingrés en el Conservatori, només va preguntar per Neuhaus i si podria ser el seu tutor. Després que Neuhaus el sentís tocar, va declarar: "Aquí està l'alumne que he estat esperant durant tota la meva vida. En la meva opinió, un geni". Neuhaus va declarar que no tenia res a ensenyar a Richter, però així i tot el va acceptar com el seu pupil. El 26 de novembre de 1940, quan encara era un estudiant del Conservatori de Moscou, Richter va fer la primera presentació en públic, va interpretar la Sonata núm. 6 de Prokófiev, que va causar una gran impressió a l'auditori i al mateix compositor. Quan Prokófiev va acabar d'escriure la seva Setena Sonata, el 1942, la va donar a Richter per estrenar-la. El gener de l'any següent, Richter la va executar, aprenent-se aquesta peça complexa en només 4 dies. A partir d'aquí, va néixer una amistat que duraria fins a la mort de Prokófiev, el 5 de març de 1953; Richter també va estrenar les últimes sonates núm. 8 i 9 de Prokófiev, que van ser dedicades pel compositor al pianista.
La primera victòria en competicions va tenir lloc el 1945, en la "Trobada dels Estudiants de la Unió (Soviètica)". El jurat era encapçalat pel compositor Dmitri Xostakóvitx, que més tard va escriure: "Richter és un fenomen extraordinari. Tot art musical és accessible per a ell".
El 1949, Richter va guanyar el Premi Stalin, rebent tots els tipus de reconeixements no-oficials del govern soviètic.
El 1958, Richter va fer de jurat en la primera Competició Txaikovski, a Moscou; Richter va quedar tan impressionat amb la interpretació de Van Cliburn que va atribuir 100 punts com la seva nota final, quan el màxim permès era 10 punts, i va posar un 0 a la resta dels participants. Van Cliburn va guanyar la competició, però Richter mai més va ser cridat per formar part d'un jurat.
Occident va tenir la primera oportunitat d'escoltar Richter a través d'enregistraments dels anys 1950, i la seva reputació davant dels crítics va créixer ràpidament. El 1955, Emil Guílels feia presentacions pels EUA i certa vegada va respondre a les crítiques que havia rebut sobre les seves actuacions: "Esperin fins que vostès escoltin Richter!".
L'empresari Sol Hurok va intentar organitzar una gira pels Estats Units, però només alguns anys després el govern soviètic ho va permetre. Durant la dècada de 1950, Richter va viatjar pels països soviètics de l'Est Europeu. No va ser fins al maig de 1960 que va ser autoritzat a viatjar per l'Occident, però només fins a Hèlsinki Finlàndia. Cinc mesos després, finalment va fer la seva estrena a Chicago. Va tocar el Concert per a Piano núm. 2 de Johannes Brahms, sota la direcció d'Erich Leinsdorf. Un enregistrament va ser fet l'endemà, que roman en el seu catàleg. La seva estrena a Nova York va consistir en una sèrie de set recitals de 10 dies en el Carnegie Hall l'octubre de 1960.
No obstant això, Richter preferia fer els seus concerts pel públic de l'Est Europeu, tot i el poc que rebia, entorn de cent a dos-cents dòlars per concert. Ell deia: "prefereixo l'entusiasme de les platees de Novokuznetsk a les aclamacions artificials d'un Carnegie Hall, de Nova York".
A causa del seu èxit, Richter va passar a ser molt sol·licitat per presentacions i enregistraments. Va viatjar pel món sencer i va actuar en les orquestres més importants, però ràpidament va decidir que no volia continuar amb aquest estil de vida. Estava contra la seva naturalesa assumir compromisos amb anys d'anticipació. Va preferir seguir la seva intuïció i així explorar nous repertoris.
El 1964, la família van de Velde, Richter i el productor d'enregistrament de l'EMI, Jacques Leiser, van crear un festival anual a França, Fêtes Musicales en Touraine a Meslay. Així, Richter hauria de passar cada estiu en companyia francesa per donar alguns recitals amb els seus companys músics, com Benjamin Britten, David Óistrakh i Pierre Fournier; a Richter li agradava tant França que va passar prop de trenta estius allí.
Els temps lliures, Richter es dedicava a la pintura. Va pintar algunes esplèndides aquarel·les. Richter no era apegat a béns materials, i va donar desenes dels seus quadres al Museu de Belles Arts Puixkin, que actualment es troben en la Sala Richter. Richter va viure una vida precària i segons Francis van de Velde, "quan necessitava diners, donava un concert". Certa vegada, va dir que "la música ha de ser donada de franc a aquells que l'estimen", però va completar: "als empresaris no els agradarà la idea".
Richter també va fer una aparició com a director el 1952, fent una presentació de la Simfonia-Concert de Prokófiev, que va haver estat dedicada la Mstislav Rostropóvitx. Richter temia que mai més podria tornar a tocar a causa d'una petita ferida soferta en un dels dits, i així va estudiar direcció durant algunes setmanes; no obstant això, el seu dit es va recuperar ràpidament i, per tant, ell va tornar a fer de pianista.
A Richter no li agradaven els telèfons perquè no aconseguia veure la persona amb qui estava parlant. Tampoc li agradaven els avions i preferia viatjar en tren o cotxe, no obstant això, admetia que li agradava viatjar; el 1986, va fer la carretera de Moscou fins a Vladivostok amb cotxe, i va donar concerts en moltes petites ciutats al llarg del camí. Va aprofitar el viatge i va dur el seu art per petits pobles de Sibèria, en una època en què molts dels seus companys deixaven de fer presentacions.
Durant els últims anys de la seva vida, es va guanyar la reputació d'artista que cancel·lava els seus compromisos en l'últim moment, sense avís previ. El seu últim concert va ser a Lübeck, Alemanya, el març de 1995 (aleshores, tenia vuitanta anys). En el seu programa, va tocar tres sonates d'Haydn i les Variacions sobre temes de Beethoven, de Max Reger. Richter va morir a Moscou l'1 d'agost de 1997, als 82 anys, víctima d'un atac cardíac.

### Vida política
Richter s'irritava amb el paper que li atribuïen de militant contrari al govern soviètic. Segons ell, "estava contra el sistema, però en cap moment vaig ser un activista". Contrari a causes polítiques, Richter mai es va afiliar al Partit Comunista, no obstant això, va tocar en el funeral de Stalin, en un piano d'armari amb els pedals trencats. Per ell, aquell va ser un moment trist, no per la mort del dictador però sí per la mort del seu amic Sergei Prokófiev, que va morir el mateix dia (5 de març de 1953). Quan Richter encara estudiava en el Conservatori de Moscou, en plena era estalinista, va ser expulsat dues vegades de la institució per negar-se a freqüentar les aules obligatòries de "Política". Gràcies a intervenció de Neuhaus, que sempre li va donar suport i el considerava com un pare espiritual, va acabar readmès en el Conservatori.

### Vida personal
El 1945, Richter va ser acompanyant de la soprano russa Nina Dorliak amb el repertori de Nikolai Rimski-Kórsakov i Prokófiev. Aquest va ser un inici d'una amistat que duraria fins a l'últim moment de les seves vides. Richter i Dorliak no estaven oficialment casats, encara que van ser companys inseparables. El costat pràctic de Dorliak era el contrapès del costat impulsiu de Richter. Ella l'ajudava a organitzar la seva agenda, li recordava els seus compromisos i administrava els seus compromisos professionals.
Hi ha rumors que Richter era homosexual; en l'antiga Unió Soviètica, ser homosexual estava contra la llei i, tot i això, el sistema mai li va crear problemes. El crític americà Paul Moor afirma que "van ser aquestes lleis que li van impedir aconseguir la felicitat plena".

## Estil i característiques d'interpretació
És difícil descriure el seu estil d'execució en poques paraules. El seu estil canviava d'acord amb el compositor i, a més, la seva tècnica també va canviar al passar dels anys. La seva interpretació de Bach era serena i discreta, mentre la de Liszt era brillant i calorosa. Amb Schumann, les seves interpretacions eren plenes de passió i la de Stravinski eren vives i divertides. No existeix un consens de les seves interpretacions, encara que la seva interpretació és fàcilment reconeguda, ja que sempre té molta elegància, intel·ligència i control tècnic. És sempre reconeguda la importància que Richter donava a la idea poètica de la música, donant un enfocament a cada nota tocada. Les seves execucions d'una obra mai eren iguals, el que mostra que Richter tenia l'interès de descobrir el seu veritable sentit darrere de l'obra.
En les obres de Beethoven, Brahms, Aleksandr Skriabin o Dmitri Xostakóvitx, es troba sempre el pensament i la veu del compositor en les interpretacions de Richter. Cap altre pianista va ser tan apte i flexible per entrar en contacte amb l'essència d'obres tan diferents en si.
El seu concepte sobre la funció de l'intèrpret era utòpic. Richter creia en la tesi que el pianista, en comptes de "contaminar" la música amb la seva personalitat, hauria de ser el mer mirall de la partitura i incorporar les intencions emocionals del compositor.
Richter tenia una excel·lent capacitat de lectura a primera vista, a més de posseir una memòria extraordinària, i podia tocar immediatament peces que mai havia escoltat abans; tenia un repertori que incloïa 80 programes de recitals i que, només en la temporada de 1978-1979, va realitzar 200 concerts, executant 226 peces. El 1980, Richter va sofrir enutjosos lapses de memòria en públic durant concerts en el Japó i a França i, des de llavors, va passar sempre a tocar amb una partitura a la vista.
Richter tenia un vast repertori; té enregistraments d'obres de diversos compositors, com Bach, Haydn, Stravinski, Hindemith, Serguei Rakhmàninov, Schubert, Beethoven, Gershwin. No obstant això, era molt selectiu; per exemple, mai va tocar el Concert per Piano núm. 3 de Serguei Rakhmàninov i ni el Concert per a Piano núm. 5 de Beethoven, ja que en ambdós casos, deia que ja hi havia altres intèrprets que les tocaven tan bé que en aquestes obres no hi aniria a afegir res de nou. Richter tampoc va tocar totes les sonates de Beethoven, ni tots els estudis de Chopin i ni els preludis de Rakhmàninov. Alhora, es dedicava a l'estudi d'obres menys populars que, segons ell, mereixien atenció. Tal vegada els millors exemples són les sonates de Schubert: Richter en va interpretar la majoria en una època que pocs pianistes les havien fet. També va interpretar algunes sonates de Haydn, obres normalment desconegudes, per a sorpresa i deliri del seu auditori.
A Richter no li agradava fer enregistraments i normalment els feia durant la nit; gravava llargues preses i refeia moviments complets en comptes de fer-los en sessions menors. Encara que Richter tingui fet incomptables enregistraments en estudi, les millors interpretacions van venir de les seves actuacions. Entre elles, podem destacar la "Pictures at an Exibition" de Mússorgski tocada a Sofia, Bulgària (tot i la baixa qualitat sonora i dels sorolls de l'auditori), el programa dedicat la Skriabin a Varsòvia, les sonatas completes per violoncel i piano de Beethoven, executades amb el violoncel·lista Mstislav Rostropóvitx, tocades a Edimburg. Els seus enregistraments d'estudi eren més formals i precisos, més apropiades per escoltar diverses vegades, no obstant això, en elles es troba menys excitació i no existeix la sensació de risc que l'enregistrament en públic proporcionava. També podem destacar la seva interpretació dels primers enregistraments del Concert per a Piano núm. 1 de Txaikovski, la seva versió plena de força del Concert per a Piano núm. 1 de Prokófiev, i la seva enlluernadora interpretació de l'Estudi Transcendental de Liszt.

## Llegat
Richter mai va tenir un lloc de professor en un Conservatori i mai va tenir un deixeble, almenys formalment. Richter justificava: "Com puc ensenyar algú si jo estic sempre aprenent?"; no obstant això, ell tenia amistats íntimes amb joves pianistes com Lazar Berman, Andrei Gabrillov i Zoltán Kocsis, a qui indiscutiblement va haver ensenyat molt. Gabrilov afirmava sobre la influència que Richter tenia sobre tota una generació de músics: "Richter no era simplement una gran escola, sinó un tipus de persona que emanava una energia que ens feia sentir absolutament diferents".
Richter va educar una generació d'oïdors amb les seves interpretacions i la seva elecció de repertori. Ell era un artista únic i imprescindible, que desafiava el seu auditori i atreia un enorme públic fidel. De fet, la seva reputació continua creixent.